# Роберт III д’Артуа
Ро́берт III д’Артуа (фр. Robert III d’Artois, Робе́р д’Артуа́; 1287 — октябрь 1342, Бретань) — французский феодал, сеньор Конша, Нонанкура и Домфрона (1298—1332), граф Бомон-ле-Роже (1309—1332). Пэр Франции (1329—1332). Один из главных героев эпопеи Мориса Дрюона «Проклятые короли».

## Происхождение
Роберт III был сыном Филиппа д’Артуа (1269—1298), сира Конша, и Бланки де Дрё (1270—1327), дамы де Бри-Комте-Робер, дочери герцога Жана II Бретонского из младшей линии Капетингского Дома. По отцовской линии Роберт также происходил из Капетингского дома: его прадед Роберт I Добрый, граф д’Артуа, был третьим сыном короля Людовика VIII Французского.

## Биография

### Ранние годы (1287—1302)
О юных годах Роберта известно мало. Он рано лишился отца, умершего 11 сентября 1298 года от последствий ранений, полученных на войне с Фландрией в битве при Фюрне 20 августа 1297 года. Роберт наследовал отцу как сеньор Конша, Нонанкура и Домфрона. Ранняя смерть отца оказалась одной из косвенных причин отстранения Роберта от наследования графства Артуа.

### Борьба за графство Артуа (1302—1331)
После гибели его деда, Роберта II Артуа, в битве при Куртре в 1302 году дочь последнего, Маго, унаследовала в силу обычая графство Артуа. Пятнадцатилетний Роберт III предъявил права на графство своего деда, но в том же году был вынесен вердикт, согласно которому притязания Роберта на графство Артуа отвергались и подтверждалось право наследования графини Маго.
В 1308 году Роберт потребовал у парламента реституции графства Артуа и третейского суда. Суд был созван и, возглавляемый королём Филиппом IV Красивым, 9 октября 1309 года подтвердил права графини Маго на Артуа. В качестве компенсации за Артуа Роберту было пожаловано графство Бомон-ле-Роже. Участникам тяжбы суд дал следующий совет: «Пусть упомянутый Роберт почитает упомянутую графиню Маго как свою любимую тётку, а упомянутая графиня любит упомянутого Роберта как своего дорогого племянника».
Весной 1315 года Роберт поддержал знать графства Артуа в выступлениях против графини Маго. Летом 1316 года, во время междуцарствия, вызванного тем, что король Людовик X умер, а его возможный наследник ещё не родился (королева Клеменция, вдова Людовика, была беременна), Роберт открыто вмешался в распрю. Он отправился в Артуа, возглавил мятеж и захватил города Аррас и Сент-Омер. По соглашению в Амьене от 6 ноября 1316 года он обязывался их оставить, но не сдержал слова и был заточён в тюрьму Шатле королевскими войсками, действовавшими по приказу регента, будущего короля Филиппа V (зятя графини Маго). Впоследствии переведён в Лувр. Освобождён 25 марта 1317 года. Продолжил борьбу против графини Маго, которая была обвинена в 1317 году в преступных действиях, но суд признал её невиновной. Роберт вновь потребовал графство Артуа, но арбитражный трибунал отклонил его прошение 28 мая 1318 года.
После вступления на престол Карла IV Красивого в 1322 году Роберт был возвращён к делам управления и стал членом Королевского совета, так как был зятем графа Карла Валуа, который пользовался огромным влиянием при дворе своего племянника Карла IV. После смерти Карла IV Роберт поддержал сына графа Валуа, своего шурина Филиппа VI при восхождении на престол и стал одним из его ближайших советников. В благодарность за помощь Филипп VI в январе 1329 года объявил графство Бомон-ле-Роже пэрством, и Роберт стал пэром Франции.
В 1329 году умерла тётка Роберта, графиня Маго д’Артуа, а в начале 1330 года её дочь и наследница, Жанна I Бургундская. Возникли слухи, что обе они были отравлены по проискам Роберта. Эти слухи косвенно подтверждаются тем, что после смерти обеих женщин Роберт в очередной раз потребовал графство Артуа. На этот раз он выразил готовность представить документы, подтверждающие его права.

### Суд и изгнание (1331—1334)
Тем временем Артуа отошло внучке графини Маго, Жанне II, которая была замужем за бургундским герцогом Эдом IV. Бургундский герцог был братом королевы Жанны Хромой, жены Филиппа VI. В результате тяжба Роберта (женатого на единокровной сестре короля) вылилась в борьбу политических партий. Победу одержала бургундская партия, так как были найдены убедительные доказательства того, что документы, представленные Робертом, были подложными. Главные сообщницы Роберта, дамы Жанна де Дивион и Беатриса д’Ирсон, признались в своих преступлениях. Следом за ними стали признаваться и другие соучастники. Было назначено судебное разбирательство, многие сообщники Роберта были сурово наказаны. Не дожидаясь, какое решение вынесет суд относительно него самого, Роберт в сентябре 1331 года покинул Париж (по официальной версии, уехал в Брюссель).
Вскоре после его бегства над Робертом состоялся суд, на котором тот не присутствовал. 19 марта 1332 года он был лишён всех титулов и владений и изгнан из Франции. Роберт пытался найти приют у своих родственников — Жана II, графа Намюрского (племянника), Жана III, герцога Брабантского (троюродного дяди) и Вильгельма I, графа Голландского (который был женат на свояченице Роберта). Но все они отказали ему в приюте под давлением короля Филиппа VI. Однако Роберт не собирался сдаваться. Были раскрыты его попытки организовать убийство герцога Бургундского, канцлера Гийома де Сент-Мора, главного казначея Форже и, наконец, самого короля Филиппа. Тогда король сослал жену Роберта (свою сестру) в Нормандию в Шато-Гайар, а впоследствии заточил в Немурский замок вместе с сыновьями Жаком и Робертом. Сестра Роберта, графиня де Фуа, помогавшая ему в подлоге документов, была обвинена в распутном поведении и заточена в замке Ортез.
Роберт несколько лет скитался по Европе, не оставляя попыток отомстить. В 1334 году (по другим данным — в конце 1336 года) он попросил убежища у английского короля Эдуарда III и получил его.

### Пребывание в Англии (1334—1337)
Король Эдуард принял Роберта очень любезно и пожаловал ему несколько владений, в том числе Ричмонд. Очевидно, ему нужен был человек, хорошо разбиравшийся во французской политике. Роберт активно подстрекал короля к войне с Францией, убеждая требовать французскую корону (на которую тот мог претендовать по династическим связям). На требования Филиппа VI выдать Роберта Франции Эдуард III не отвечал. 7 марта 1336 года Роберт был объявлен врагом королевства Французского. В 1337 году между Англией и Францией началась Столетняя война. 

### Участие в Столетней войне и гибель (1337—1342)
В начале Столетняя война протекала вяло. Роберт решил ускорить события. Во время пира в 1338 году он преподнёс королю Эдуарду цаплю, убитую его соколом. Роберт назвал цаплю «самой трусливой птицей», «которая по праву должна быть подана самому трусливому королю». Согласно Фруассару, после этого Эдуард устыдился и стал действовать против Франции более решительно. Роберт принимал активное участие в первых кампаниях Столетней войны, в частности «в полной мере проявил свои таланты» во Фландрии. В июле 1342 года он был назначен начальником штаба войск, ведущих боевые действия в Бретани. Во главе менее чем пятитысячной армии Роберт пытался осаждать крупнейший город Бретани — Нант, но неудачно. Тогда он атаковал второй город Бретани — Ванн, и захватил его в ходе блестяще продуманной военной операции. Но вскоре ему пришлось оставить город, перед натиском превосходящих сил французов. Однако Роберт снова показал себя блестящим командиром, сумев спасти свою армию и вывести её к городу Эннебу, находившемуся в руках англичан. Вскоре после этого, в конце октября 1342 он умер от потери крови в результате ранений.
«Одна из их атак была так хорошо поддержана рыцарями, оруженосцами и даже сельским простонародьем, что они овладели палисадами, затем воротами и с боем ворвались в город, заставив англичан бежать, убив и ранив многих из них. Среди последних был и сеньор Робер, который был ранен очень тяжело, до такой степени, что с большим трудом спасся от плена. Он бежал через задние ворота, а с ним и лорд Саффолк», — пишет хронист Фруассар.
«Сеньор Робер д`Артуа короткое время оставался в Энбоне, но, в конце концов, ему посоветовали вернуться в Англию, где он мог бы найти более искусных хирургов и врачей. Во время этого путешествия, он был настолько подвержен и поражен морской болезнью, что его ранам стало гораздо хуже. После того, как его привезли в Лондон, он прожил недолго», — пишет тот же автор.
Прах Роберта был в начале января 1343 года погребён в Соборе Святого Павла в Лондоне. Фруассар отмечает, что «король Англии поставил ему памятник, столь же торжественный и подобный тому, какой он сделал своему кузену графу Дерби».

## Роберт Артуа в искусстве
Роберт III Артуа является одним из главных и, по словам автора, «самым любимым» героем цикла исторических романов «Проклятые короли» французского писателя Мориса Дрюона, анонимной английской пьесы XVI века «Эдуард III» (приписываемой Шекспиру), романа Александра Дюма «Графиня Солсбери», а также двух сериалов, снятых по романам Дрюона. Везде он представлен главным виновником начала Столетней войны.

## Роберт Артуа в кино
- Жан Пиа в мини-сериале «Проклятые короли», 1972 год
- Филипп Торретон в мини-сериале «Проклятые короли», 2005 год.

## Значение в истории
Историки до сих пор не пришли к единому мнению о том, какова истинная роль Роберта Артуа в развязывании Столетней войны и других событиях первой половины XIV века. Фруассар говорит, что первопричиной Столетней войны стала тяжба Роберта со своей тёткой из-за графства Артуа, которая «принесла беду великую в королевство Франции и во многие страны». 
Историки отмечают дипломатические и военные таланты Роберта. Английский военный историк А. Бёрн называет его «одним из самых талантливых командиров Столетней войны» и «правой рукой» Эдуарда III.

## Характеристики
Жан Фруассар называет Роберта «учтивым, храбрым и славным рыцарем».

## Семья и дети
Жена: с 1318 года Жанна де Валуа (1304—1363), дочь Карла Французского, графа Валуа, единокровная сестра короля Филиппа VI. После изгнания Роберта из Франции его жена была сослана в Нормандию, затем заточена в Немурском замке, впоследствии переведена в крепость Шато-Гайар. Сведения о её дальнейшей судьбе разнятся, согласно одним источникам она провела в заточении всю оставшуюся жизнь, по другим вместе со своими детьми была освобождена в 1350 году после восшествия на престол Иоанна Доброго.
Дети:
- Луи (1320 — 25 августа 1326)
- Жан Безземельный (1321—1387), граф д’Э
- Жанна (1323—1324)
- Жак (1325 — 1 мая 1347)
- Роберт (1326 — 1 мая 1347)
- Шарль д’Артуа (1328—1385), граф де Лонгвиль и де Пезенак

Традиционно у Роберта указывалась ещё дочь Екатерина (ум.1368), жена с 1320 Жана II де Понтье (ум. 16 января 1340), графа де Понтье и д’Омаль. Но она вышла замуж в 1320 году, а Роберт и Жанна поженились в 1318 году. Поэтому Екатерина скорее всего была не дочерью, а сестрой Роберта.

## Интересные факты
- История с цаплей, которую Роберт преподнёс королю Эдуарду III, над которой тот поклялся решительно вести войну с Францией, вошла во многие романтические и исторические произведения, она подробно описана Фруассаром; у Й. Хейдиги есть баллада, посвящённая этому событию. Один из старинных авторов описывает это событие таким образом:

В начале осени 1338 года, когда лето склонялось к осени, когда весёлые птицы потеряли голос, когда умирают розы, когда деревья обнажаются, когда дороги усыпаются листьями, Эдуард был в Лондоне, в своем дворце, окруженный герцогами, графами, пажами и молодыми людьми. Роберт д’Артуа, укрывшийся в Англии, был на охоте, потому что вспоминал о милой Франции, откуда он был изгнан. Он нёс им самим вскормленного сокола, и летал сокол по рекам, пока не поймал цаплю. Роберт возвратился в Лондон, приказал зажарить цаплю, положил её на серебряное блюдо, накрыл его другим и отправился в королевскую залу пиршества в сопровождении двух менестрелей и одного гитариста, и Роберт воскликнул: «Расступитесь, пустите храбрецов, вот жаркое храбрым… Цапля самая трусливая птица, тени своей боится. Я дам цаплю тому из вас, кто всех трусливее; стало быть, её надо отдать Эдуарду. Он лишён наследия прекрасной Франции, которая неотъемлемо ему принадлежит; но он согрешил в сердце своём и за трусость умрёт без царства». Эдуард покраснел от гнева, сердце его содрогнулось; он поклялся Богом Рая и Богородицей, что до истечения шести месяцев вызовет на бой короля Филиппа.— 
.
- Дрюон отмечает дальнее родство (через семью Фиенн) Роберта Артуа с графом Мортимером.
- Морис Дрюон, очень достоверно описавший биографию Роберта Артуа в своих романах, незначительно отступил от истины в следующих случаях:
  - Когда Роберт был в 1316 году заточён в тюрьму, его освободили не в январе 1317 года, в связи с коронацией Филиппа V, как представляет Дрюон, а позже — 25 марта.
  - Мать Роберта, Бланка Бретонская, умерла в 1327 году. Следовательно, он не мог использовать её в политической борьбе 1328 года за права Филиппа VI на французский престол, как это описывает Дрюон в романе «Лилия и лев».
  - Роберт не был главнокомандующим английских войск в Бретани, а только начальником штаба, общее командование осуществлял граф Нортхэмптон[11].